# Сінгапурська протока
1°13′ пн. ш. 103°55′ сх. д. / 1.22° пн. ш. 103.92° сх. д.

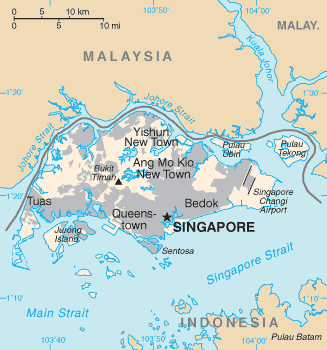
Сінгапур і однойменна протока

Сінгапурська протока — протока, що з'єднує Південнокитайське море і Малаккську протоку. На півночі обмежена півостровом Малакка та островом Сінгапур, на півдні — архіпелагом Ріау.
- Довжина — 114 км.
- Ширина — 12—21 км.
- Найбільша глибина на фарватері — 22 м.

Назва протоки пов'язана з островом Сінгапур, на якому розташовується однойменне місто-держава і порт.
Сінгапурська і Малаккська протоки формують важливий морський шлях із Тихого в Індійський океан. За рік протокою проходять понад 50 тисяч суден. У протоці, як і у всіх протоках Зондського архіпелагу, й наразі спостерігаються напади піратів. Уряди Індонезії та Сінгапуру фіксують до 1500 випадків на рік.